# 埃罗尔·比尔金
埃罗尔·比尔金（土耳其語：Erol Bilgin，1987年2月20日—），土耳其男子举重运动员。他曾代表土耳其参加世界举重锦标赛，获得一枚铜牌。他也曾参加2012年夏季奥林匹克运动会。